# Tao Lin
Tao Lin, född 2 juli 1983 i Alexandria i Virginia, är en amerikansk poet, roman- och novellförfattare främst känd som förgrundsfigur för den litteraturströmning som i USA kallas för Alt-Lit. Tao Lin är bland annat författare till romanerna Shoplifting from American Apparel, Taipei och Richard Yates. Han driver även förlaget Muumuu House och filmbolaget MDMAfilms.
Tao Lins kortroman Shoplifting from American Apparel är översatt till svenska och utgiven med titeln Sno kläder på American Apparel av Bokförlaget Bakhåll.

### E-böcker
- hikikomori, bear parade, 2006.
- Today the Sky Is Blue and White with Bright Blue Spots and a Small Pale Moon and I Will Destroy Our Relationship Today, bear parade, 2006.
- this emotion was a little e-book, bear parade, 2006.

### Kortromaner
- Shoplifting from American Apparel, Melville House, 2009. (Sno kläder på American Apparel; översättning Andreas Vesterlund, 2014)

### Novellsamlingar
- Bed, Melville House, 2007.

### Poesi
- you are a little bit happier than i am, Action Books, 2006. (noll vänner; översättning: Carl Lindsten, 2015)
- cognitive-behavorial therapy, Melville House, 2008.

### Romaner
- Eeeee eee eeee, Melville House, 2007.
- Richard Yates, Melville House, 2010.
- Taipei, Vintage Books, 2013.

### Övrigt
- Selected tweets, Short Flight/Long Drive Books, 2015